# Gustaf Hjalmar Grönroos
Gustaf Hjalmar Grönroos, född 6 augusti 1863 i Ekenäs, död 6 december 1929 i Helsingfors, var en finländsk läkare och anatom.
Grönroos blev efter zoologiska studier filosofie doktor 1893, därefter medicine doktor i Tübingen 1896, docent 1898, professor i anatomi 1904 vid Helsingfors universitet. Grönroos, som 1888-1900 till största delen vistades utomlands, sysselsatt huvudsakligen med studier över utvecklingsläran och den jämförande anatomin, har utgett flera arbeten inom dessa områden. Den nya, tidsenliga anatomiska institutionen i Helsingfors tillkom på hans initiativ, och uppfördes under hans ledning och blev färdig året före hans död.